# Gold Rush (Attractiepark Slagharen)
Gold Rush is een stalen lanceerachtbaan in het Nederlandse Attractiepark Slagharen als vervanger van de oudere Schwarzkopf-baan Thunder Loop. De attractie is gebouwd door de eveneens Duitse achtbaanbouwer Gerstlauer en is van het model Infinity Coaster.
Het verhaal van de attractie speelt zich af in de negentiende eeuw in Amerika, meer bepaald wanneer de goldrush losbarst nadat in Californië op 24 januari 1848 goud wordt gevonden door James Wilson Marshall.

## Bouw
Attractiepark Slagharen wilde graag een vervanger voor Thunder Loop tegen 2018, omdat deze te veel geld aan onderhoud kostte. In de loop van seizoen 2016 begaf de ketting het bijna. Daarop besloot men dat de nieuwe achtbaan al in 2017 moest openen.
Er werden verschillende bouwers gecontacteerd, maar velen hadden niet de mogelijkheid om op zo'n korte tijd iets op te leveren. Alleen Gerstlauer kon aan deze eis voldoen. Ook deze attractie heeft alleen een heupbeugel, wat vrij schaars is voor een achtbaan met inversies.
Bij de aankondiging van de vervanger van Thunder Loop werd gezegd dat deze minimaal 1 inversie zou bevatten, en dat hij hoger zou zijn dan 25 meter. De naam werd meegedeeld midden augustus. Daarnaast was uit het logo op te maken dat de baan roodkleurig zou zijn. In september werd uiteindelijk het definitieve baanverloop bekendgemaakt.
Voorbereiding nieuwe en assemblage oude baan
De ontmanteling van Thunder Loop vond plaats in oktober en november 2016. Begin november werd gestart met de grondwerken voor de nieuwe baan. Met de bouw zelf werd gestart op 14 februari 2017. Op die dag werden de eerste ondersteuningen geplaatst. De dagen daarop volgde al een groot deel van de baan. Op 21 februari werd het lanceergedeelte geplaatst. Vervolgens werd verder gewerkt aan zowel de baan als de omgeving ervan. Op 13 maart werden de transformatoren voor de lancering geplaatst. Op 18 maart, iets meer dan een maand na het begin van de bouw, werd het laatste stuk van de baan gemonteerd en kon de baan worden uitgelijnd.
Stationsgebouw
Na plaatsing van de transformatoren werd met het stationsgebouw begonnen. In drie dagen tijd stonden de contouren ervan overeind. Op 25 maart, nog geen 10 dagen nadat aan de constructie werd begonnen, werd het dak afgewerkt.
Eerste testritten
Op 16 maart kwam de trein aan in het park. De trein kwam in 5 delen (de 5 rijen) en moest in het park nog in elkaar worden gezet. Op 3 april 2017 stond de trein volledig op de baan. 3 dagen later, op 6 april 2017, werd gestart met testritjes. De lanceersnelheid werd langzaam opgevoerd tot de gewenste kracht bereikt was om de trein vlot door de gehele baan te laten gaan.
Officiële opening
De baan werd op 13 april 2017 met veel bombarie geopend voor publiek. Er werd overvloedig gebruik gemaakt van slingers en confettikanonnen. Bij de plechtigheid werd ook het verhaal achter de attractie uitgebreid verteld, ondersteund met muziek, een acteur die James Marshal speelde en 19e-eeuwse attributen. De opening van de baan zelf gebeurde door parkdirecteur Wouter Dekkers en Peter Snijders, de toenmalige burgemeester van Hardenberg, de gemeente waartoe het dorp Slagharen behoort, door gezamenlijk een TNT-detonator in te drukken.
Terug gesloten
Een week na de officiële opening, op 20 april, moest de baan noodgedwongen een week sluiten. Bij een controle was gebleken dat de funderingen niet sterk genoeg waren, waardoor de kans groot was dat er op de lange termijn sneller slijtage aan de constructie van de Gold Rush zou ontstaan. Na een week was het probleem verholpen en kon de attractie weer geopend worden.

## Specificaties

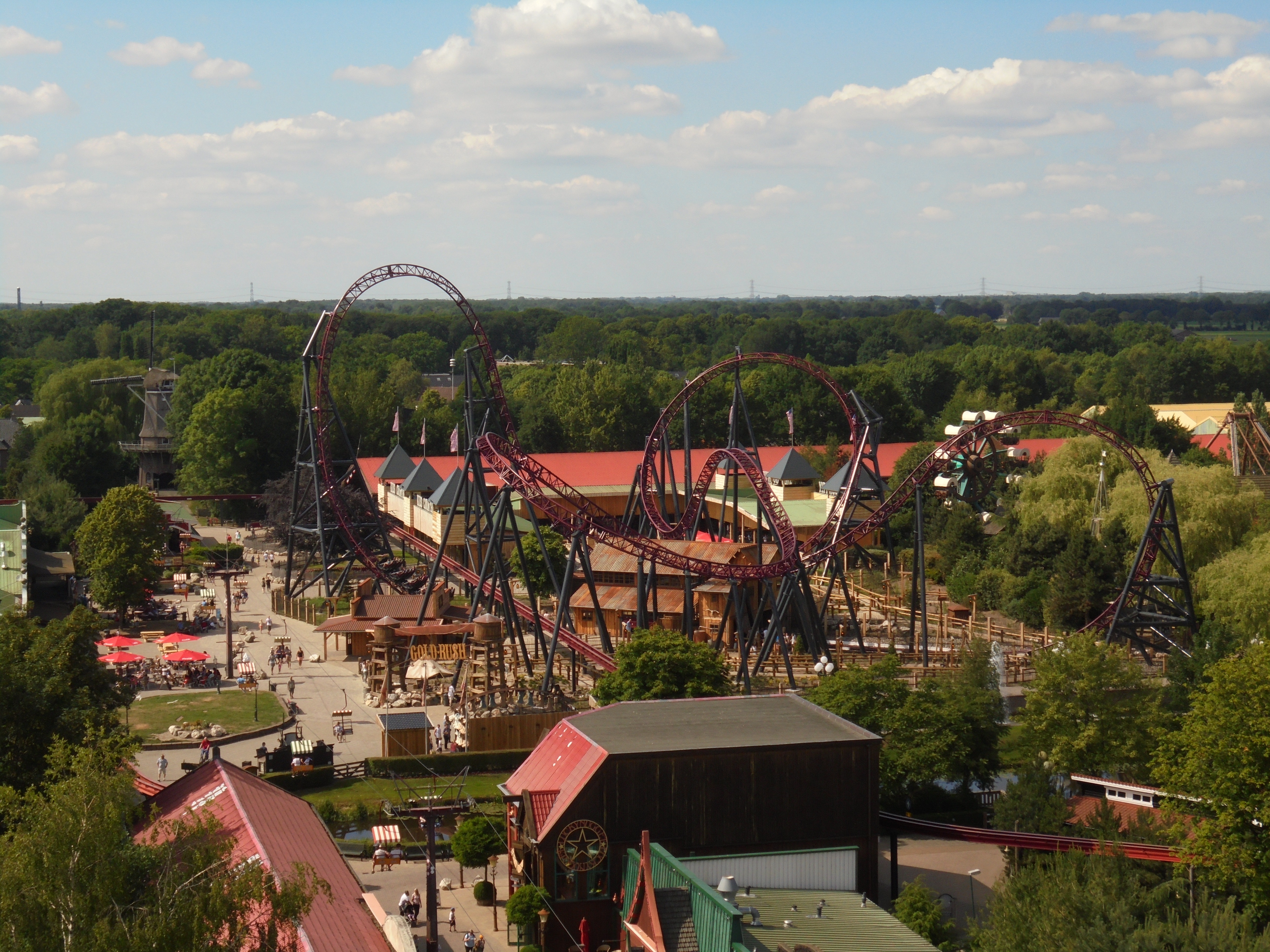
Uitzicht op Gold Rush vanuit het Big Wheel

Het uiteindelijke baanverloop werd in september 2016 bekendgemaakt, alsook de bouwer van de baan. De baan zal twee inversies en een triple launch bevatten: de trein wordt achtereenvolgens voorwaarts, achterwaarts en nog eens voorwaarts gelanceerd, waarbij deze de eerste twee keren terugrolt en pas de derde keer aan de baan begint. Gold Rush is de eerste triple launch coaster van Nederland. De twee inversies zijn een dive loop en een "sling loop" - deze laatste is een uitgetrokken versie van een sidewinder.
De baan heeft een hoogte van 33 meter en is 400 meter lang. Volgens de ontwerpen zou de baan eigenlijk 31 meter hoog worden, met een topsnelheid van 90 km/u. Dat is achteraf aangepast naar resp. 33 meter en 95 kilometer per uur omdat de baan anders te veel kracht had. Door de driedubbele lancering met terugvallen legt een wagen per rit ongeveer 620 meter af, wat iets meer is dan het traject van Thunder Loop. De maximale snelheid bedraagt 95 kilometer per uur.
Op de baan zal één trein staan met vijf rijen van vier. Meer voertuigen zijn niet mogelijk, omdat het parcours één bloksectie telt.
De baan zelf is rood, de ondersteuningen zijn zwartgrijs.
De bouw van deze attractie was een investering van ongeveer 5 miljoen euro.

## Afbeeldingen

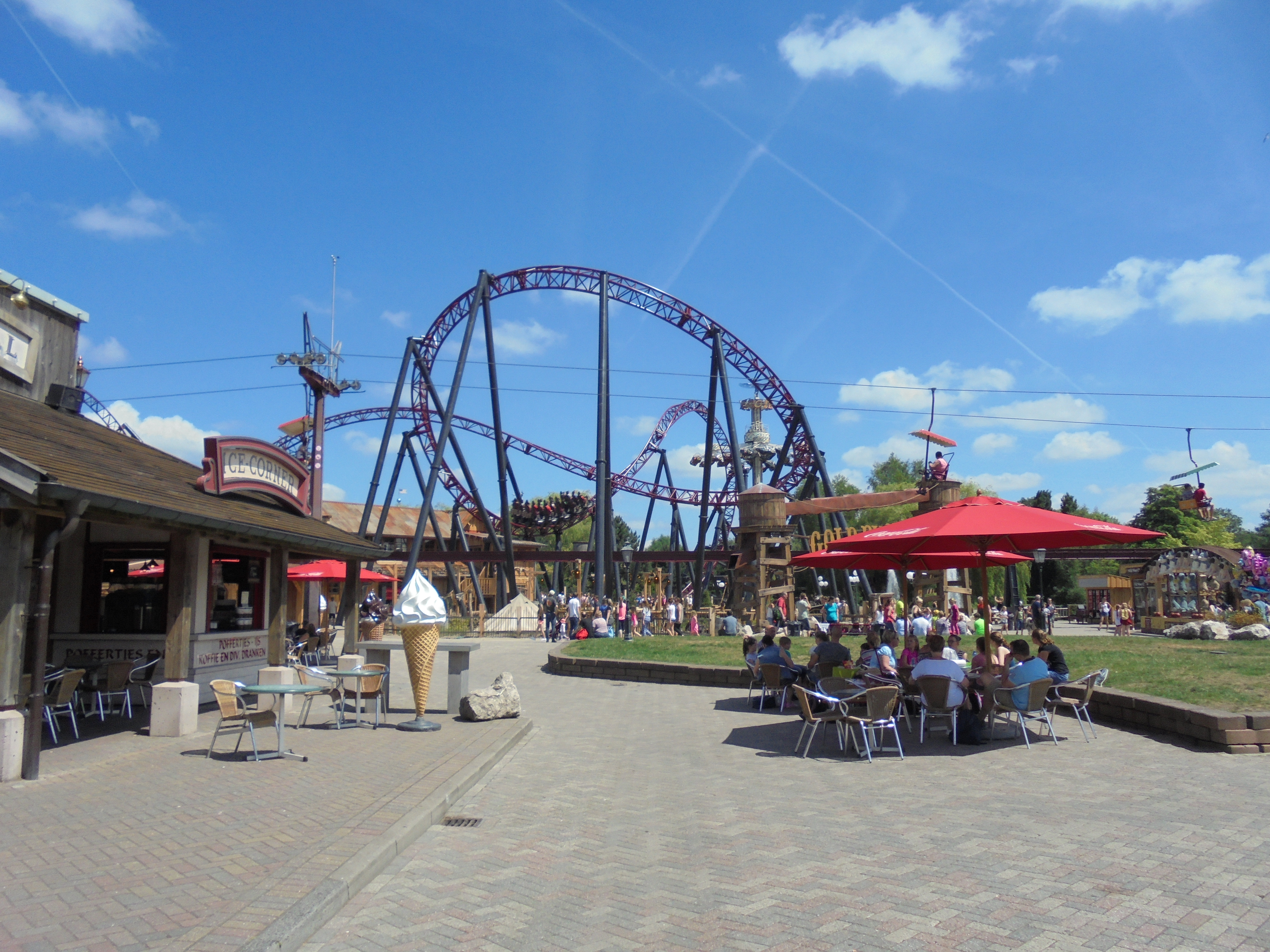
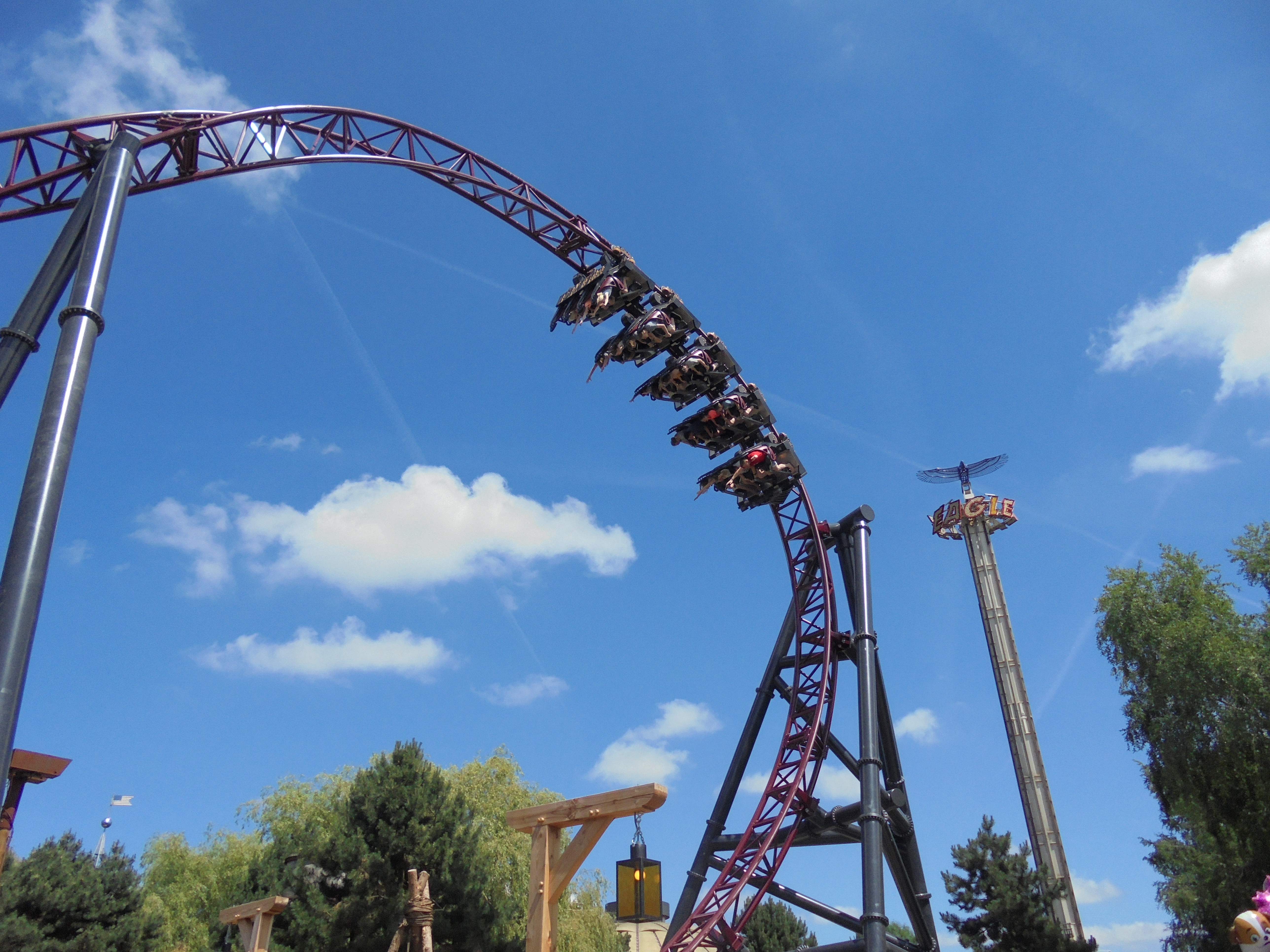
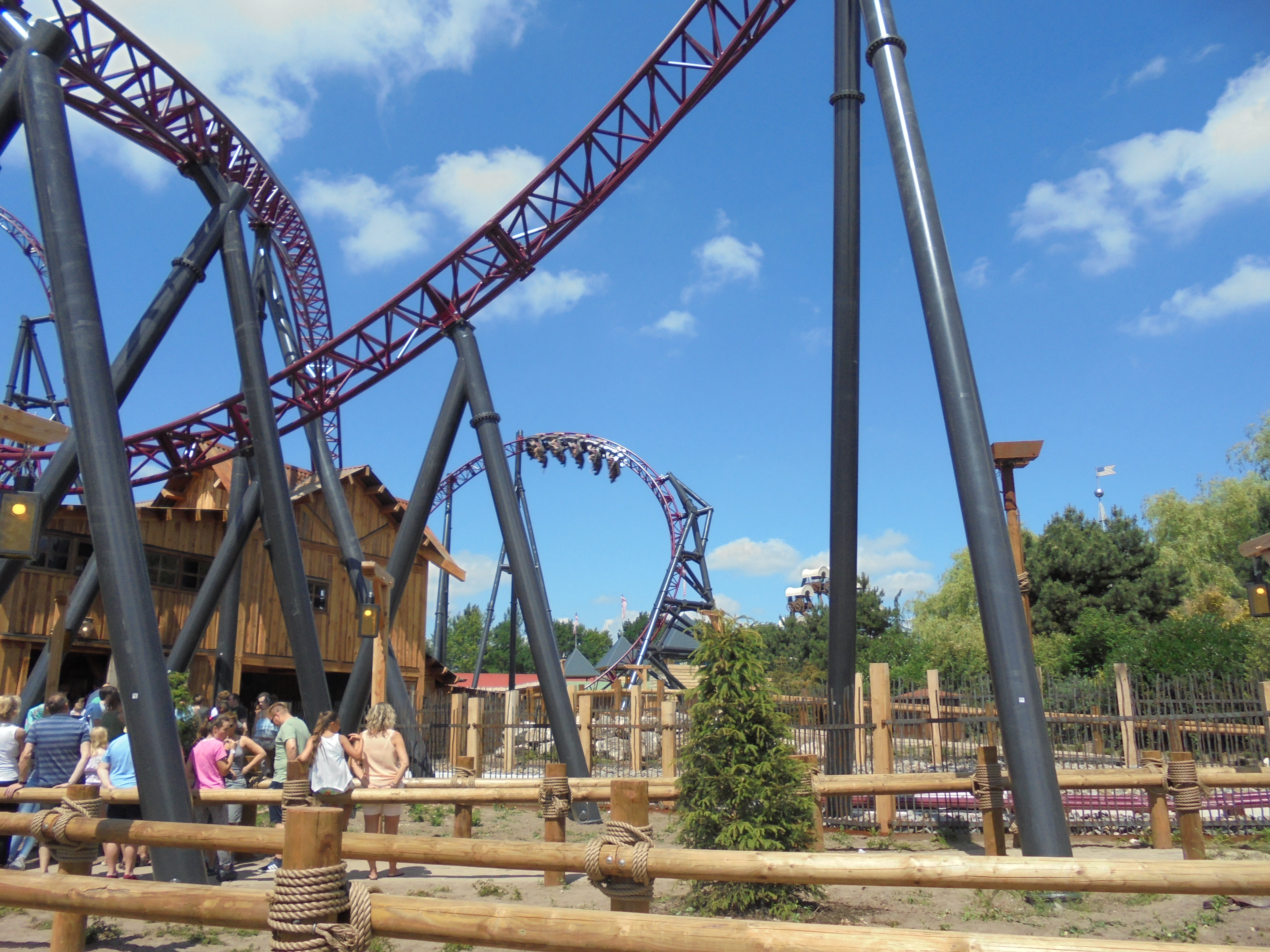
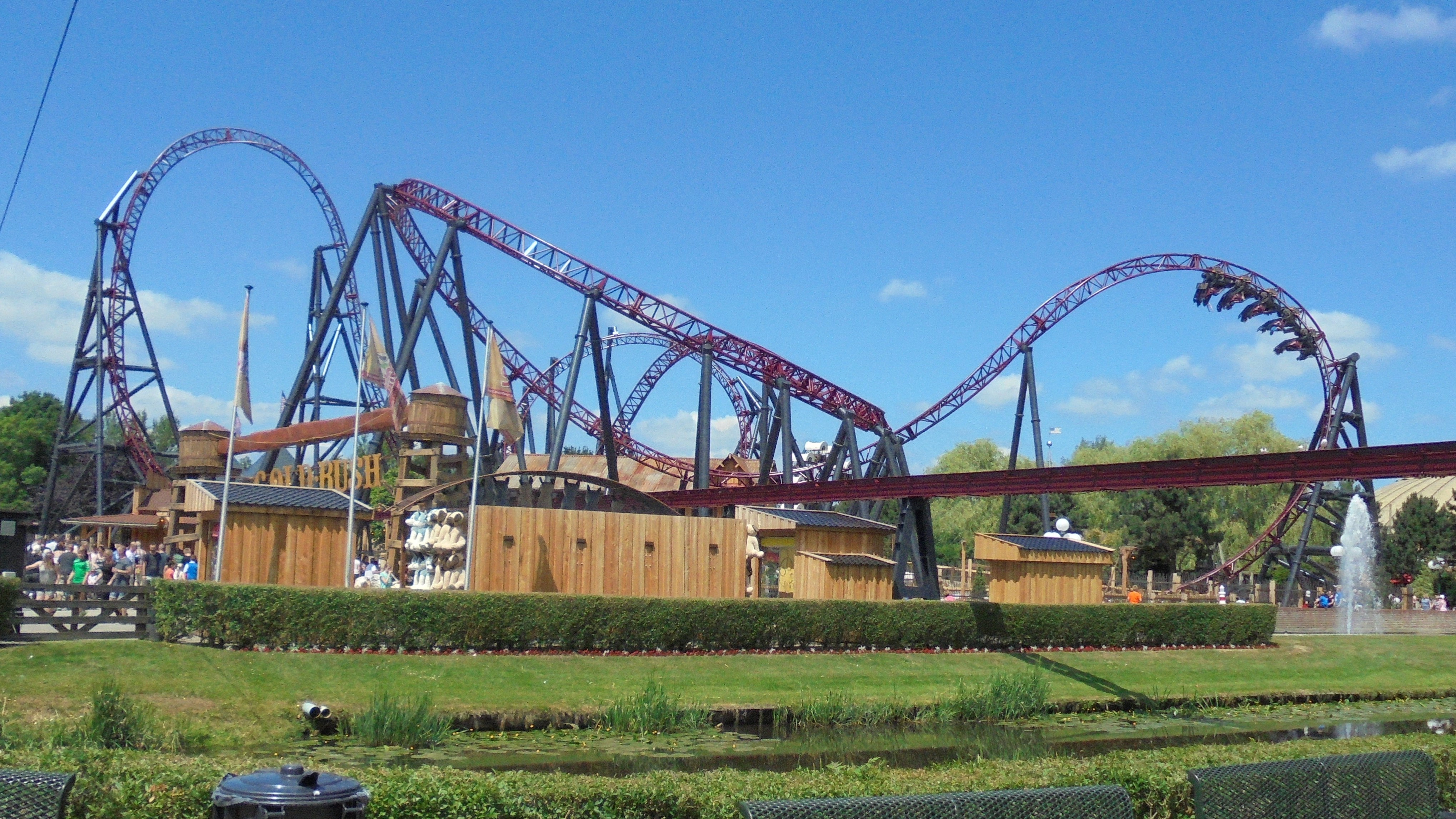
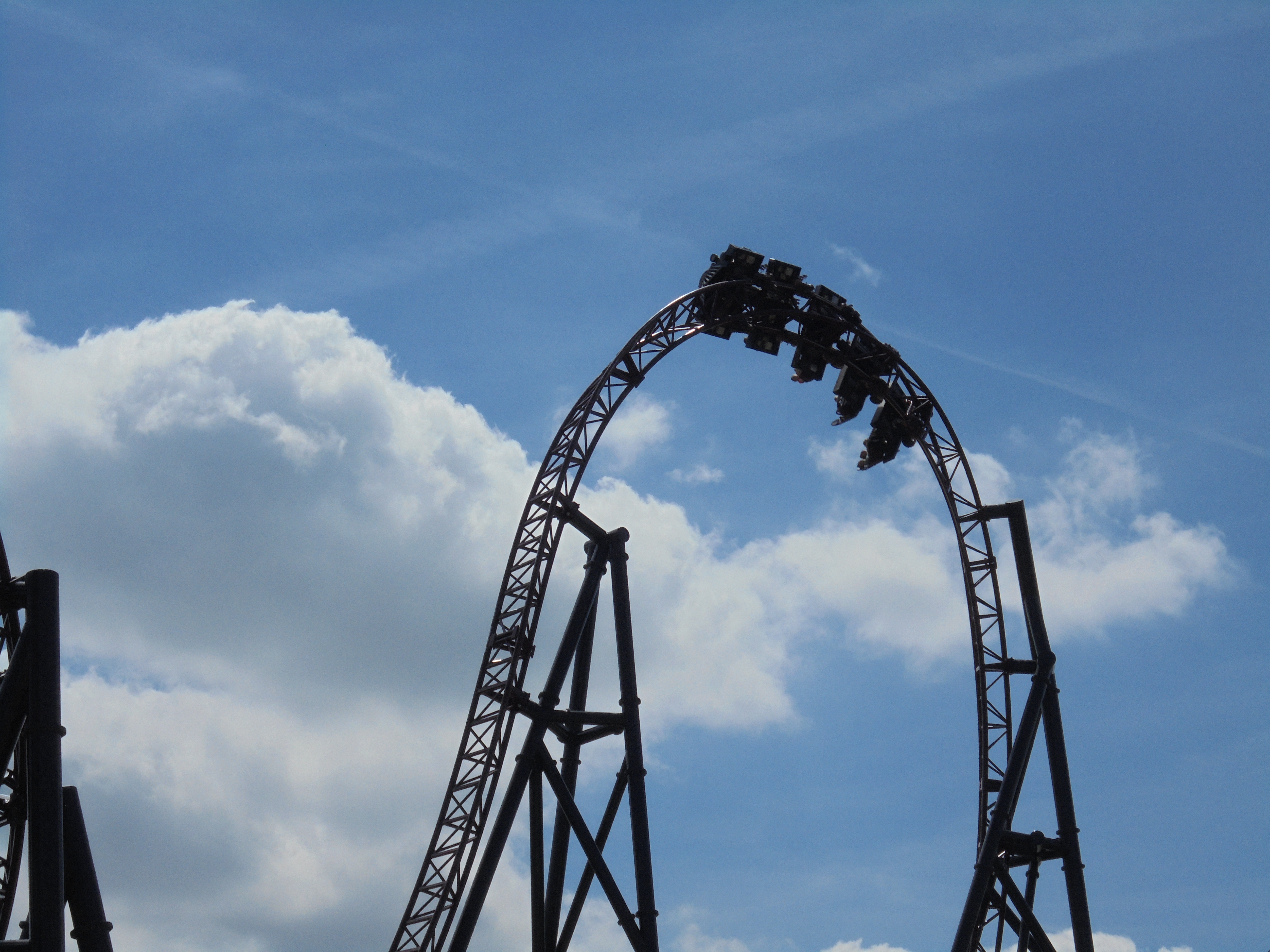

Afbeeldingen · Main Street